# Tenreuken
Tenreuken är en park i Belgien.   Den ligger i provinsen Bryssel och regionen Bryssel, i den centrala delen av landet, 8 km sydost om huvudstaden Bryssel. Tenreuken ligger 63 meter över havet.
Terrängen runt Tenreuken är platt. Runt Tenreuken är det tätbefolkat, med 659 invånare per kvadratkilometer.. Närmaste större samhälle är Bryssel, 7,5 km nordväst om Tenreuken. 
I omgivningarna runt Tenreuken växer i huvudsak blandskog.